# Sufentanila
Sufentanila é um fármaco utilizado como hipnótico, utilizado em anestesias gerais.